# Réserve naturelle Laguna de Apoyo
La réserve naturelle Laguna de Apoyo est située à cheval sur la frontière entre les départements de Masaya et de Granada, au Nicaragua. Elle a été déclarée réserve naturelle en 1991 par le ministère de l'Environnement et des Ressources naturelles (MARENA) et c'est l'une des 78 aires protégées du Nicaragua.
La réserve de 34 km2 englobe la caldeira du volcan Apoyo, le lac endoréique qui s'y est créé et une partie de son bassin de drainage. Le plan d'eau d'une superficie de 19,44 km2 est à égale distance des lacs Cocibolca et de Masaya.
Le lac d'Apoyo est improprement appelé lagune à cause d'une traduction littérale du mot espagnol laguna qui signifie lagon, ce dernier terme étant également inapproprié car associé à l'océan et aux atolls.

## Histoire
Selon l'histoire géologique du Nicaragua, la caldeira d'Apoyo s'est formée il y a environ 23 000 ans, après l'effondrement du volcan Pré-Apoyo - qui a précédé le cratère Apoyo actuel - dans sa chambre magmatique.
Les indigènes y  pêchaient et ont, à certains endroits près de sa berge, gravés des pétroglyphes en l'honneur de leurs dieux pensent-on. Le caractère sacré de cet espace privilégié est mis en évidence par la présence de deux cimetières indigènes à proximité, bien qu'il ne reste aucun vestige de peuplement à l'intérieur de la caldeira ou de la réserve.

## Description
Les restes du cratère initial forment un cercle d'environ 6 km de diamètre, aux pentes intérieures abruptes. À certains endroits, la forêt est encore en bon état, préservant les espèces indigènes.
L'eau du lac est un peu saumâtre et vient du bassin de drainage. Il n'y a pas d'affluents importants. En été, les côtes reculent d'une dizaine de mètres à cause de la sécheresse et à la saison des pluies, elles retrouvent leur niveau maximum. Lors de saisons pluvieuses extrêmes telles que celles provoquées par l'ouragan Mitch, l'élévation du niveau devient maximum, mais elle ne présente aucun danger pour les communautés voisines. Les mesures effectuées par les hydrologues de l'INETER (Instituto Nicaragüense de Estudios Territoriales) confirment que le niveau du lac a baissé de 6 m au cours des 20 dernières années et qu'il a désormais une profondeur maximale de 176 m.
Le bassin de drainage du lac occupe 38 km2; l'afflux et l'écoulement des eaux souterraines jouent un rôle majeur dans le bilan hydrique du lac.
Parce qu'il s'agit d'un lac d'origine volcanique, lorsque l'eau atteint son niveau maximum, les gaz que le volcan expulse encore à certains endroits génèrent des sources chaudes naturelles. Cela a donné lieu à une accumulation d'arsenic supérieure  à la limite autorisée pour la consommation humaine, mais qui lui confère d'excellentes qualités pour un usage récréatif en raison de sa température (entre 27 °C et 30 °C).

Le lac Apoyo vu depuis sa berge.

## Faune et flore
La réserve abrite un écosystème de type tropical sec. La flore se compose de plus de 500 espèces de plantes et d'arbres tropicaux secs, tels que le ceiba, le palissandre, l'acajou, le spondias ainsi qu'une grande variété et quantité d'orchidées.
La faune sur les pentes est composée de divers mammifères, tels que les singes hurleurs, qui sont les plus représentatifs et les plus visibles de l'endroit. On peut également voir des cerfs, des coyotes, des opossums, des écureuils panachés, des fourmiliers, des jaguarundis et des pacas. Outre les singes hurleurs à manteau on peut apercevoir des capucins à face blanche.
Il y a également une grande variété de reptiles comme les iguanes verts et les boas communs. Plus de 230 espèces d'oiseaux ont été répertoriées dans la réserve; le motmot l'oiseau national du pays, des loriots d'Europe, des faucons, des colibris et 65 espèces d'oiseaux migrateurs sont présentes.
Deux cent vingt espèces de papillons ont été répertoriées dans la réserve, dont 25 premiers signalements pour le Nicaragua.
Les batraciens, des dizaines de mollusques et les reptiles profitent de l'eau et mènent une vie dans et hors du lac.
Des poissons de la famille des guapotes et des mojarras, des crabes, des crevettes, d'autres arthropodes aquatiques dont certaines espèces indigènes peuplent le lac. Le lac Apoyo contient également une variété d'espèces de poissons, dont six espèces endémiques, les cichlidés du genre Amphilophus.

L'une de ces espèces est la flèche cichlidé (Amphilophus zaliosus), décrite en 1976. Trois espèces supplémentaires ont été décrites en 2008, par l'équipe de recherche multinationale dirigée par l'ONG nicaraguayenne FUNDECI / GAIA, qui gère une station de recherche au bord du lac. Les deux cichlidés restants n'ont été décrits qu'en 2010,. Outre les endémiques, trois cichlidés (Parachromis managuense, Oreochromis aureus et O. niloticus) se trouvent dans le lac, mais ils y ont été introduits par l'homme.  Ces espèces de tilapia invasives menacent l'existence des espèces autochtones.

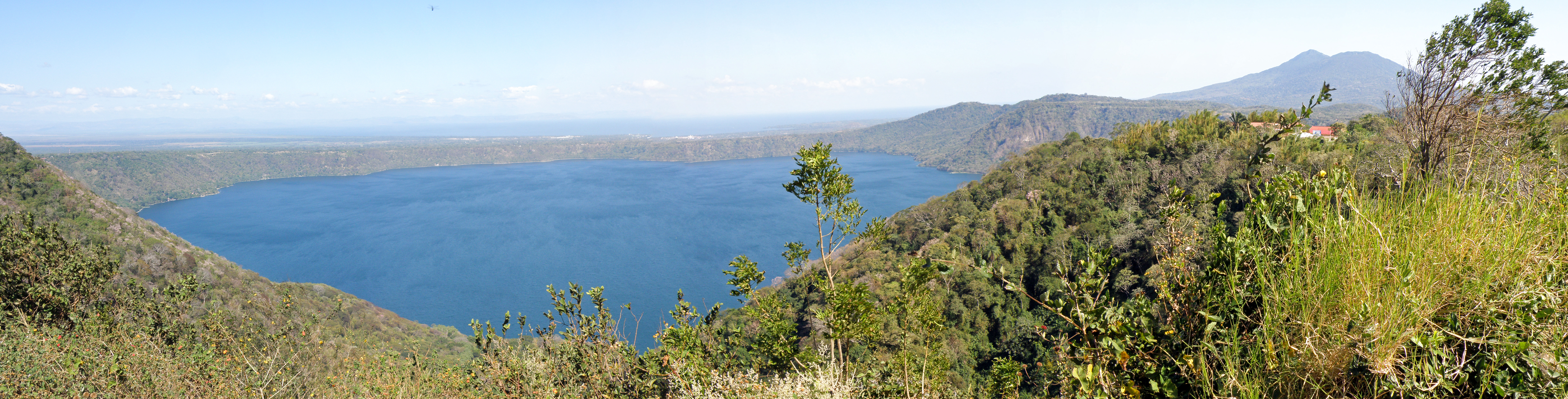
Le lac Apoyo et à l'arrière plan le lac Nicaragua (à gauche le volcan Mombacho).

## Tourisme et population
Il y a une population naissante limitée par le terrain accidenté. Ce noyau de population est connu sous le nom de Plan de la Laguna. Les activités économiques locales sont la pêche et le tourisme. Après le tremblement de terre de 2000, une partie de la population locale a été évacuée vers un nouvel endroit voisin appelé Brisas de Apoyo (Granada).
Le lac Apoyo attire les touristes avec diverses attractions, telles que des plages de sable noir pour la baignade, le kayak, la randonnée, la plongée sous-marine, la planche à voile. Sur les pistes et sentiers alentour, on peut se livrer au parapente, à la randonnée, au VTT, ainsi qu'à la découverte de la faune et de la flore et surtout à l'observation des oiseaux. Un très bel endroit pour la vue sur le lac Apoyo et au-delà sur le lac Nicaragua, est le Mirador de Catarina qui offre, en plus du point de vue, des périscopes et un large éventails de boutiques de souvenirs et d'échoppe de restauration.
Les pierres ponces abondent dans la lagune et sont récoltées par les habitants pour une utilisation dans l'industrie du vêtement.
Récemment, des pétroglyphes et des artéfacts de peuples autochtones précolombiens ont été découverts dans la réserve.
Des lois strictes limitant l'activité humaine existent dans la réserve, et plusieurs projets de construction résidentielle ont été arrêtés et de nombreux propriétaires fonciers ont été engagés dans des procédures légales par le Ministère des ressources naturelles à l'intérieur de la réserve, conformément aux lois concernant les réserves naturelles au Nicaragua.

Attraits touristiques du lac Apoyo.
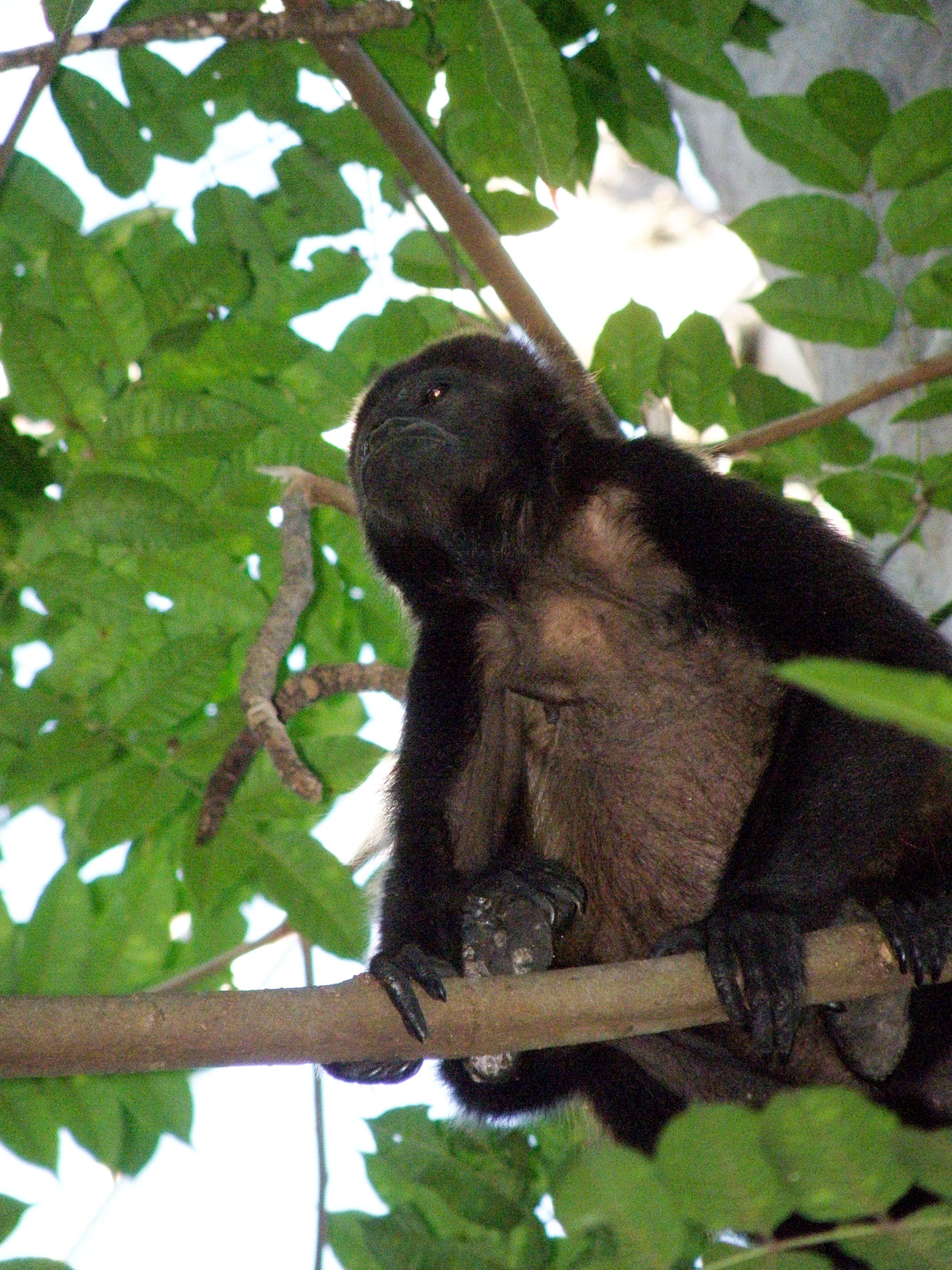
Singe hurleur à manteau au-dessus d'un sentier du lac Apoyo.
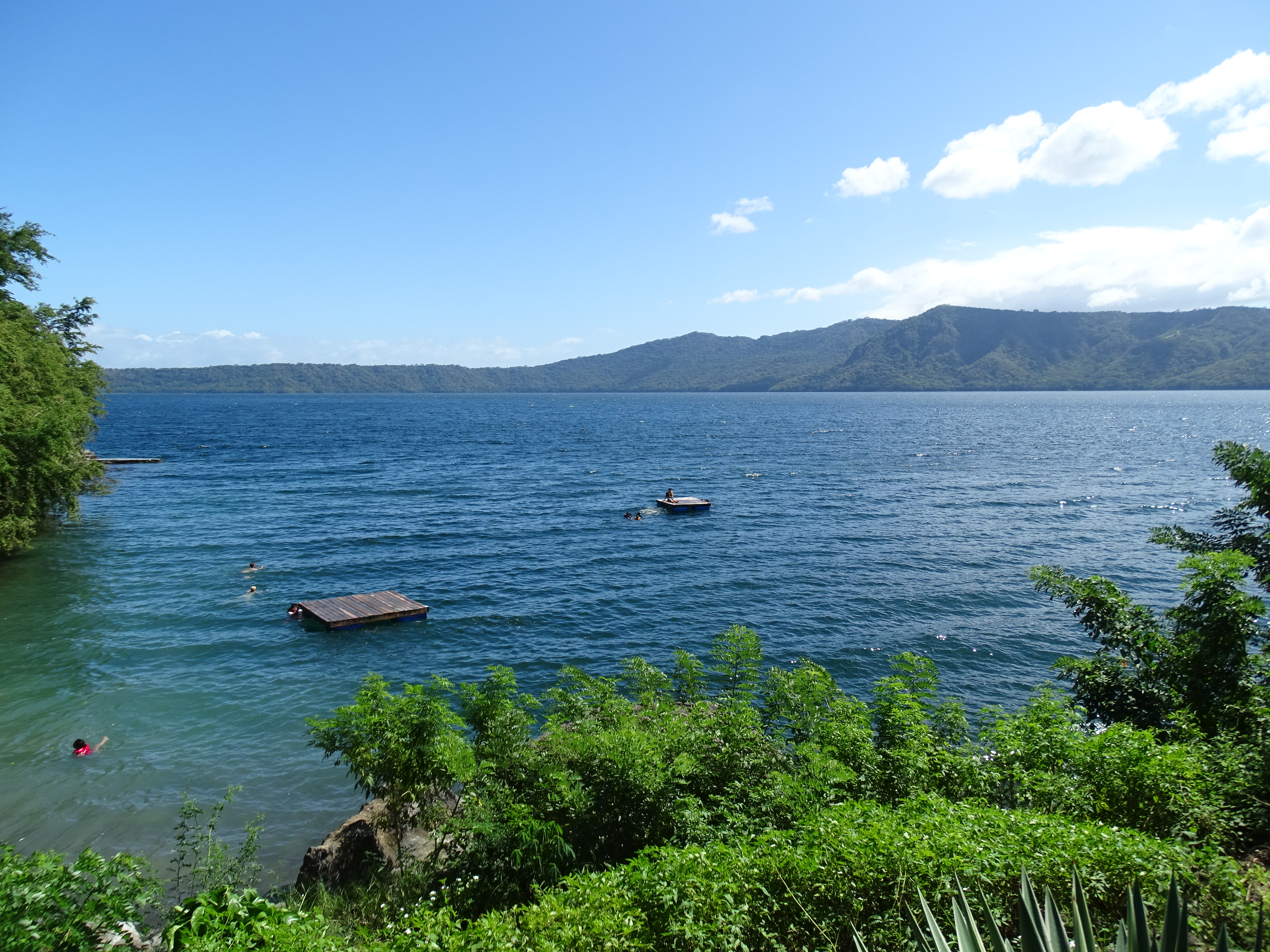
Baignade dans le lac.
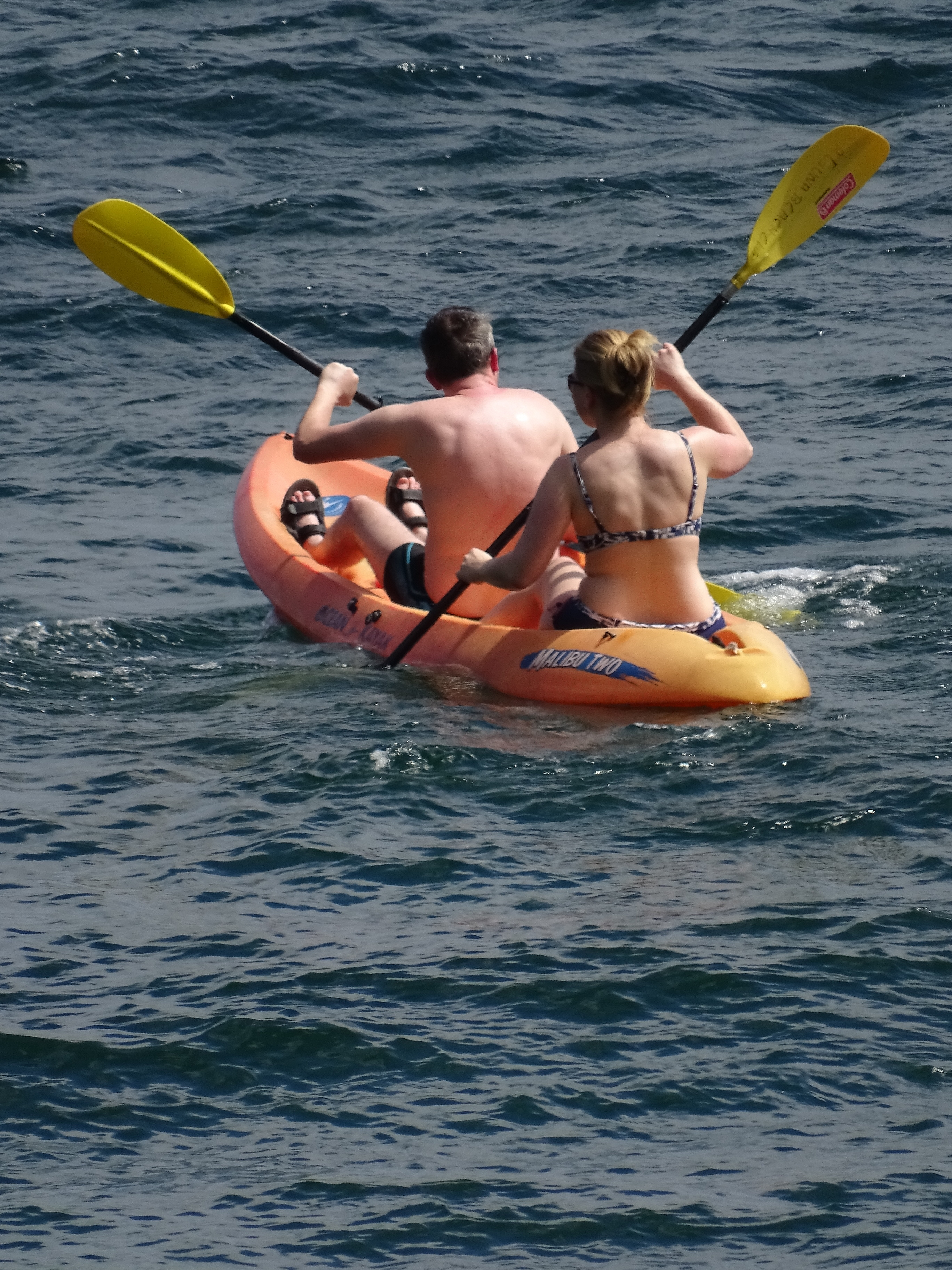
Kayak sur le lac Apoyo.
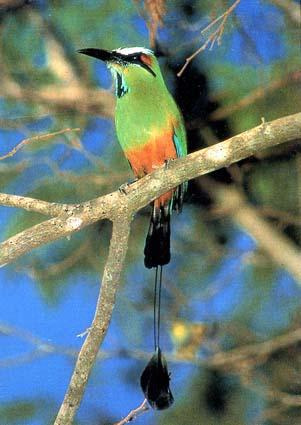
Un Guardabarranco ou Momot à sourcils bleus.